# أسيتات الإثمد الثلاثي
 خلات أنتيموان ثلاثي مركب كيميائي له الصيغة Sb(CH3COO)3 ويكون على شكل مسحوق بلوري أبيض.